# Хирмушъярви
Хирмушъярви — озеро на территории Луусалмского сельского поселения Калевальского района Республики Карелии.

## Общие сведения
Площадь озера — 5,5 км², площадь водосборного бассейна — 34 км². Располагается на высоте 144,9 метров над уровнем моря.
Форма озера лопастная, продолговатая: оно вытянуто с северо-запада на юго-восток. Берега изрезанные, каменисто-песчаные, преимущественно возвышенные, местами заболоченные.
Из залива на северо-западной стороне озера вытекает безымянный водоток, впадающий в озеро Муасъярви, через которое протекает река Писта, впадающая в озеро Верхнее Куйто.
В озере расположено не менее семи безымянных островов различной площади.
К югу от озера проходит лесовозная дорога.
Код объекта в государственном водном реестре — 02020000811102000004487.